# Havezate Schuilenburg
Schuilenburg was een havezate op de grens van de Sallandse buurtschappen Hulsen en Eelen in de gemeente Hellendoorn. De huidige buurtschap Schuilenburg heeft zijn naam aan de voormalige havezate te danken.

## Geschiedenis

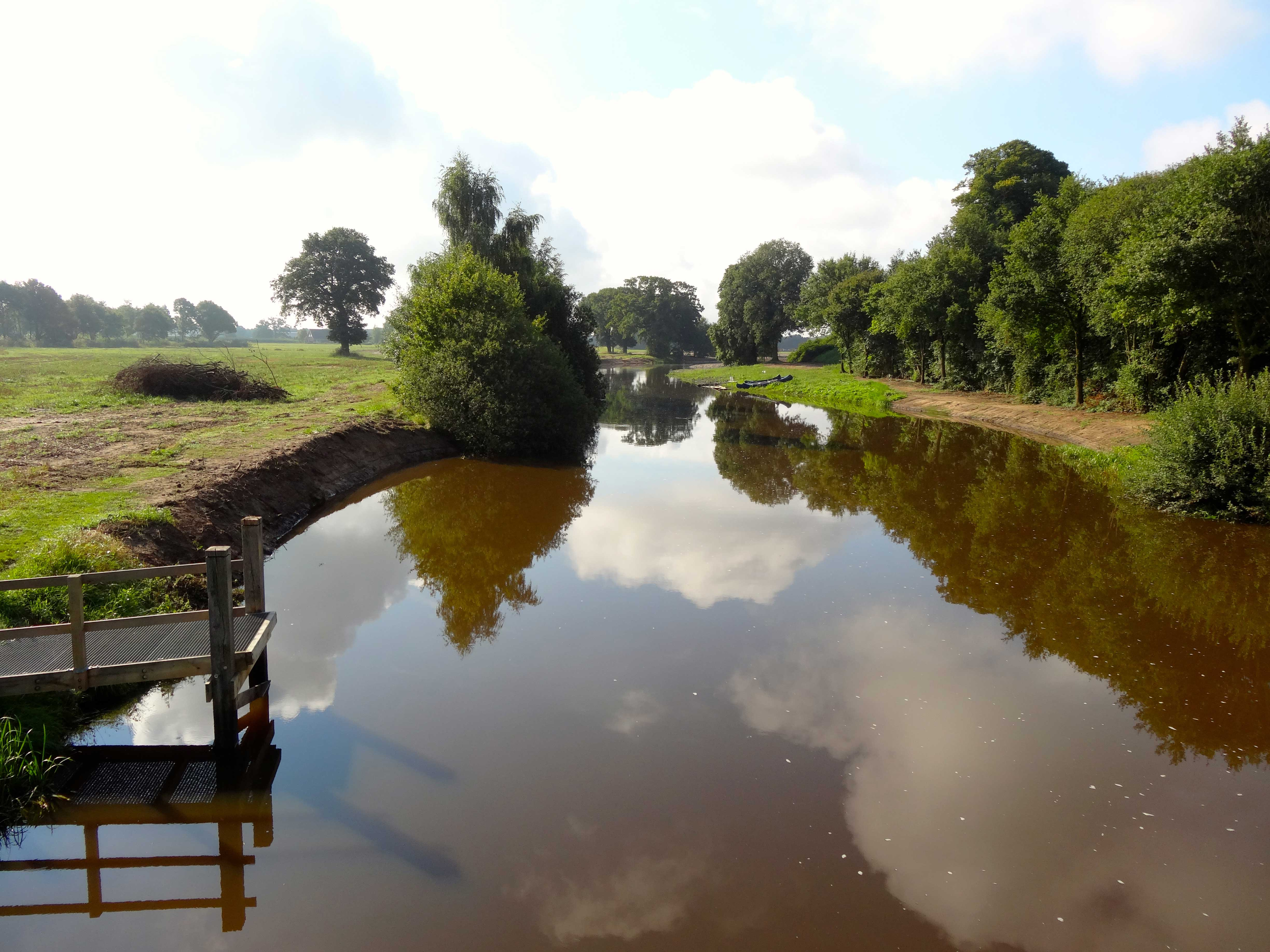
De Regge bij Schuilenburg

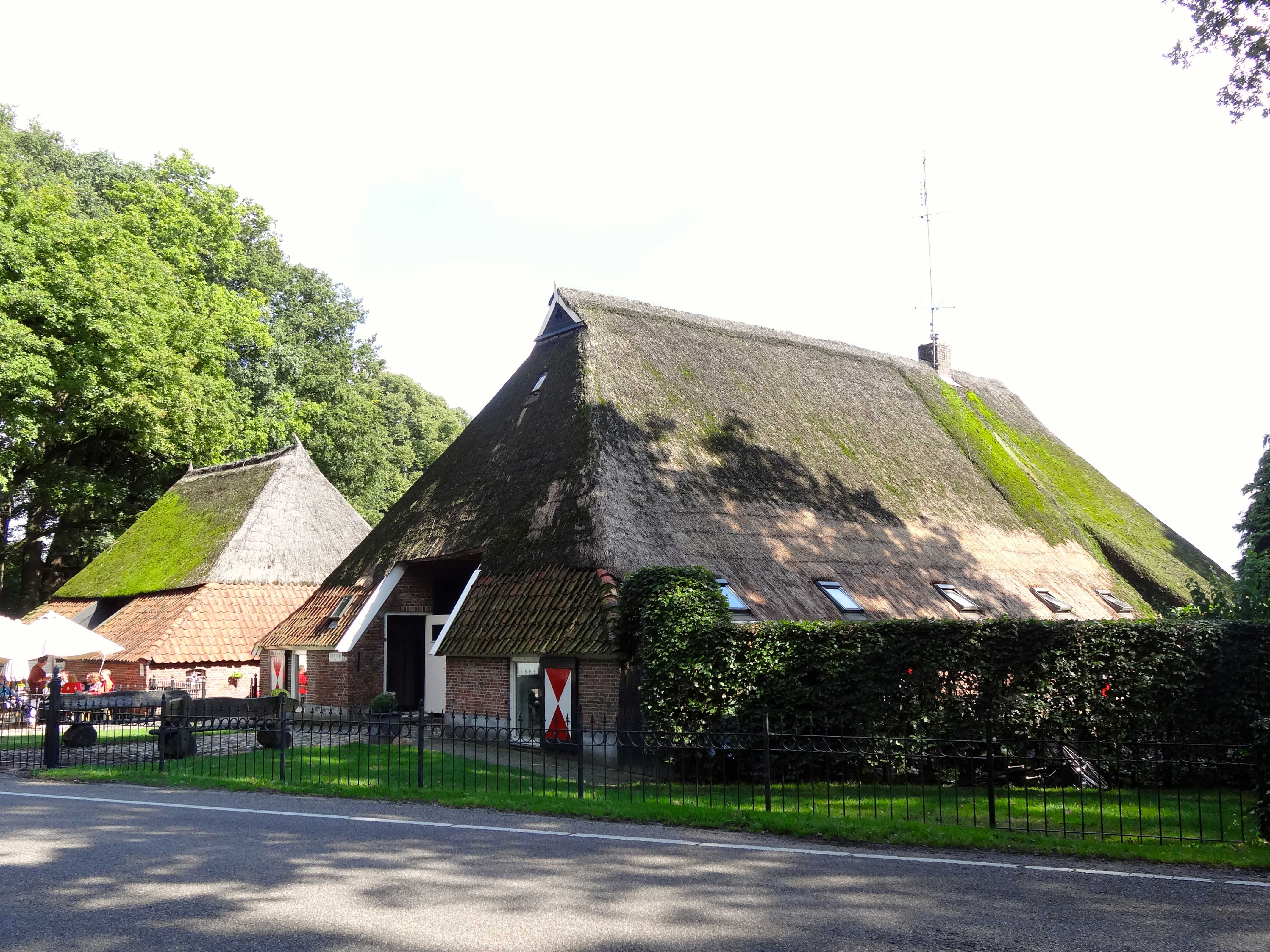
Bouwhuis uit 1727 en schuur behorend bij Schuilenburg

In de negentiende eeuw dacht men nog dat Schuilenburg de plaats was van waaruit hertog Lotharius van Saksen in 1123 optrok om Deventer te belegeren. Inmiddels is die theorie achterhaald.
Schuilenburg kreeg deze naam namelijk pas nadat de familie Van Schuilenburg eind veertiende eeuw haar intrede deed op dit huis. Daarvoor en nog geruime tijd daarna heette het huis Ter Molen. Bij het huis hoorde zowel een watermolen op de rivier de Regge als een windmolen.
Het wordt voor het eerst genoemd in 1339 als Johan van der Molen zijn huis, sael ende hoff, geheten toe der Moelen ende dat swanenflott, het windrecht en de molens van het kerspel Hellendoorn, de haven te Eelen aan Johan van Almelo verkoopt. Deze was sinds 1333 al eigenaar van de Hof te Hulsen.
Vervolgens kwam het aan diens zoon Albert van Hulsen. Alberts dochter Hadewich trouwde met Sweder van der Schulenborg, afkomstig van de gelijknamige burcht bij Silvolde.
Sweder die aan de kant van de Heeckerens stond in de strijd tussen de Heeckerens en Bronckhorsten en ook in Overijssel tweedracht probeerde te zaaien, viel bovendien kooplieden uit Deventer, Kampen en Zwolle lastig. Uiteindelijk resulteerde dit in het beleg van Ter Molen dat vervolgens gesloopt werd.
Door het huwelijk van Sweders nazaat Hadewich van der Schulenborg kwam Ter Molen aan de familie Van Boetzelaer uit het hertogdom Kleef en daarna aan Van Ketteler.
In de Tachtigjarige Oorlog lag er eerst een Staats garnizoen onder bevel van kapitein Pruyst op de Schuilenburg. In 1585 werd het door de Spanjaarden ingenomen totdat het in 1592 weer in Staatse handen kwam. Begin 17e eeuw nam Spinola het in, totdat hij het bij ingang van het Twaalfjarig Bestand in 1609 moest opgeven.
Frederik Willem van Ketteler verkocht Schuilenburg in 1644 aan Johan II van Raesfelt tot Twickel. Na diens overlijden in 1648 kreeg zijn jongste zoon Wennemar de havezate Schuilenburg. Het huis had danig te lijden tijdens de jaren dat Bernhard van Galen Overijssel in zijn macht had.
Na Wennemars kinderloos overlijden kwam het aan zijn broer Hendrik van Raesfelt tot de Ehze. Door het huwelijk van zijn dochter Agnes Sophia met Johan Zeger van Rechteren tot Rechteren in 1685 kwam het aan de Van Rechterens die het tot 1854 zouden bezitten.
Het huis raakte in de achttiende eeuw in verval. In 1775 was het al bijna helemaal afgebroken.
In 1853 verkocht Willem Reinhard Adolf Karel graaf van Rechteren Limpurg de Schuilenburg op een veiling. Godfried Salomonson (1794-1867), directeur van de K.S.W. te Nijverdal, kocht de Schuilenburg (als gemachtigde) voor Thomas Wilson (Clayton, 1788 - Londen, 1867), directeur van een blekerij te Haarlem. Diens zoon Johan Waterloo Wilson (Brussel, 16 mei 1815 - 1883) liet een nieuw huis bouwen op de aanhorige gronden aan de overzijde op het erf Goos. Thomas Jr. (1840-1890), de zoon van JW, plaatste de gevelsteen met het inschrift TW-JWZ. In 1883 verkocht Thomas Jr. de havezate aan mr. Sjoerd Vening Meinesz die al eigenaar was van het nabijgelegen landgoed Eelerberg.

## Schuilenburg en de Regge
Schuilenburg lag aan het riviertje de Regge. Deze rivier vormde een onderdeel van de waterweg tussen Zwolle en Almelo. Bij Schuilenburg was een schutstal. Om voor voldoende water voor de watermolen te zorgen was er een stuw met schutten in de Regge aangelegd. Deze stuw zorgde voor wateroverlast voor de boeren stroomopwaarts.
Bij Schuilenburg kruiste de weg van Zwolle naar Twente, de Twentseweg, de Regge. Bij de brug over de Regge bevond zich op de westelijke oever een herberg die ook Schuilenburg werd genoemd.

## Resten van de havezate
Van het kasteel zelf is niets bewaard gebleven. Het bouwhuis bleef tot halverwege de negentiende eeuw staan.

De bakstenen boogbrug over de binnengracht is gereconstrueerd aan de hand van een prent uit 1733.

Van de onder Schuilenburg horende boerderijen is onder andere Bouwhuis uit 1727 bewaard gebleven dat als rijksmonument beschermd 

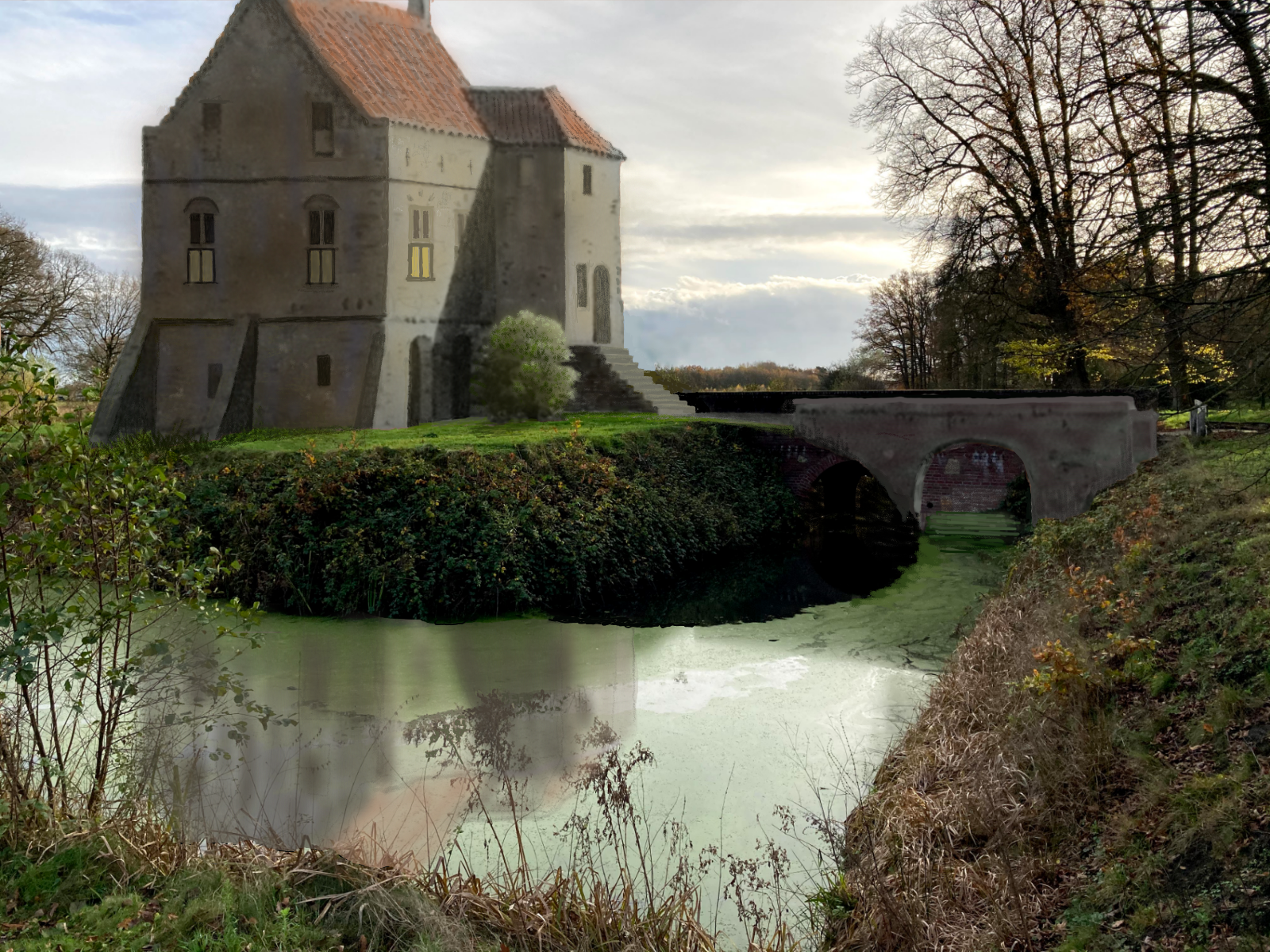
Foto landschap november 2020 gecombineerd met de tekening van het kasteel uit 1732.